# Jūb Nesā
Jūb Nesā (persiska: Jān Nesā’, جان نِساء, جان نِسا, جوب نسا) är en ort i Iran.   Den ligger i provinsen Chahar Mahal och Bakhtiari, i den centrala delen av landet, 500 km söder om huvudstaden Teheran. Jūb Nesā ligger 1 715 meter över havet och antalet invånare är 307.
Terrängen runt Jūb Nesā är kuperad åt sydväst, men åt nordost är den bergig. Runt Jūb Nesā är det ganska glesbefolkat, med 38 invånare per kvadratkilometer. Närmaste större samhälle är Lordegān, 7,7 km väster om Jūb Nesā. Omgivningarna runt Jūb Nesā är i huvudsak ett öppet busklandskap.